# Анатолий Фоменко
Анатолий Тимофеевич Фоменко е руски учен математик.
Той е пълен член на Руската академия на науките (РАН), действителен член на Руската академия на естествените науки (РАЕН), действителен член на Международната академия на науките на висшите училища (МАНВУ), доктор на физико-математическите науки, професор, завеждащ катедра в Механо-математическия факултет на Московския държавен университет.
Решил е известния проблем на Плато в теорията на спектралните минимални повърхности, създал е теорията на инвариантите и тънката класификация на интегруемите хамилтонови динамични системи. Лауреат на Държавната премия на Руската федерация за 1996 г. в областта на математиката за цикъла си трудове по теорията на инвариантните многообразия и хамилтоновите динамични системи.
Автор е на 180 научни публикации, 26 математически монографии и учебници, специалист в областта на геометрията и топологията, вариационното смятане, теорията на минималните повърхнини, симплектичната топология, хамилтоновата геометрия и механика, компютърната геометрия.
Анатоли Фоменко е известен с поддържаната от него „Нова хронология“.